# 何上举
何上举（1919年—1972年），男，广西扶绥人，中国化工专家，曾任广西石油化工学院副院长，第四、五、六、七届全国政协委员。